# Engelbert (olomoucký biskup)
Engelbert (Andělín), OPraem, byl 11. olomoucký biskup.
Pocházel z Brabantska a stal se řeholníkem premonstrátů v Praze na Strahově. Později arcijáhen a kanovník olomoucké kapituly. Jako člověk s mimořádným rozhledem a muž velmi rozvážný se těšil přízni velmožů v Čechách i na Moravě.
Biskupem olomouckým ho roku 1194 jmenoval český kníže a pražský biskup. Na olomoucký biskupský stolec byl uveden 30. září 1194. Katedrálu sv. Václava dal pokrýt olovem a kanovníkům zanechal 32 hřiven stříbra a biskupské voskovice. Zemřel 17. prosince 1199.